# Джерело б/н (Тюшка)
Джерело б/н — гідрологічна пам'ятка природи місцевого значення. Об'єкт розташований на території Міжгірського району Закарпатської області, с. Тюшка.
Площа — 0,5 га, статус отриманий у 1984 році (Рішення обласного виконкому від 23.10.1984 р. № 253). 
Охороняється вода вуглекисла, гідрокарбонатно-кальцієво-магнієва. Загальна мінералізація — 0,9 г/л. Мікроелемент — марганець, мідь, кремнієва кислота. Для лікування захворювань органів травлення.